# Villa de San Antonio (ort)
Villa de San Antonio är en ort i Honduras.   Den ligger i departementet Departamento de Comayagua, i den sydvästra delen av landet, 50 km nordväst om huvudstaden Tegucigalpa. Villa de San Antonio ligger 596 meter över havet och antalet invånare är 5 390.
Terrängen runt Villa de San Antonio är kuperad åt nordost, men åt sydväst är den platt. Runt Villa de San Antonio är det ganska tätbefolkat, med 58 invånare per kvadratkilometer. Närmaste större samhälle är Comayagua, 15,1 km norr om Villa de San Antonio. Omgivningarna runt Villa de San Antonio är en mosaik av jordbruksmark och naturlig växtlighet.